# Turbulence Queen
Turbulence Queen es una drag queen, conductora, comediante y productora mexicana. Su nombre verdadero es Erick Alejandro Martínez Martínez.
Nació y creció en Guadalupe, Nuevo León, México, el 27 de octubre de 1989.
Desde niño participaba en bailes de su escuela y llegó a formar parte de un ballet folklórico.
En su adolescencia trabajó en un jardín de eventos como animador y en un show infantil de muñequitas. Formó su propio show de animación infantil con botargas, Eral Producciones, que él mismo conducía y que llegaría ser una agencia de eventos con más servicios como pirotecnia, coreografías para XV años y shows de adultos (comediantes, stripers, show travesti).
Se certificó como instructor de insanity crossfit y baile fitness (zumba) y tuvo 3 academias lo que lo llevó a tener su propio programa de fitness Vida con energía en Canal 28 Nuevo León por 6 años. También trabajó como reportero en un programa de revista matutino en la misma televisora.
Estuvo en una agencia de modelos y llegó a hacer varios comerciales en Monterrey, Nuevo León.
En el año 2008 entró a la vida nocturna como bailarín en un bar gay. De ahí surge su inquietud para travestirse y participar en concursos de belleza travestis. Pero su personaje Turbulence Queen nació en una edición del primer concurso drag de Nuevo León la Gala drag queen Muxets 2012 donde ganó el primer lugar y llamó la atención del gerente de un bar que le ofreció presentar el performance con el que ganóy posteriormente le dio trabajo fijo.
Con el tiempo su trabajo de drag pasó de solo hacer show a ser una de las primeras drags en conducir en Monterrey. Más adelante incorporó también el canto a sus shows.
Se hizo muy conocida por conducir en la mayoría de bares gays de Monterrey lo que le permitió trabajar en diferentes ciudades sobretodo del norte de México. Se mantuvo activa ininterrumpidamente como host por alrededor de 10 años hasta el año 2023 que decide dedicarse a otros proyectos.
En el año 2020 ganó el 3° lugar del concurso virtual de drag Toma mi dinerita lo que le dio fama a nivel nacional.
Condujo las competencias Drag Xperience y Japi Drag Race por 5 temporadas.

## Internet
En 2017 abrió su canal de youtube que primero se llamó Turbulence Drag Queen tras unos videos quedó en pausa y retomó en 2019. En 2022 se une al canal su compañero Héctor Iván Guzmán Cruz, alias Momo con el personaje botarga Burrita Burrona al que Turbulence decide draguear y hacerle una modificación física para colocarle pelucas además de prestarle sus vestuarios de drag y así nace lo que llamaría como el género mascotidrag. Con este personaje el canal toma un giro hacia la comedia y lo renombran como Turbulence Queen & Burrita Burrona. Debido al éxito en 2023 abren su 2° canal de youtube un pódcast de entrevistas El Pódcast del momento.
Además ha participado en otros proyectos:
Conductora junto a Burrita Burrona en Reaccionando a K-Dramas. Netflix Latinoamérica.
Jueza invitada junto a Burrita Burrona en Drag Race México. Temporada 2. Episodio 5 Snatch game. WOW Presents.

## Música
Ha grabado 13 canciones para sus shows, 10 de ellas en dueto con Burrita Burrona y 3 canciones como solista: Check in, Todos quisieron y Esta noche especial.
Con este repertorio Turbulence Queen y Burrita Burrona fueron invitadas a cantar como parte del show de apertura del 90´s Pop Tour Pride CDMX 2024.

## Televisión
- Vida con Energía. Canal 28 Nuevo León. (2010-2016).[16]

Con Burrita Burrona:
- Divina comida México. Temporada 3. HBO Max. Discovery H&H. (2024).[17]
- La botarguiza en TUDN La jugada del verano 2024. Canal 5. Televisa deportes. (2024).[18]
- Muero por Marilú. Temporada 1. Capítulo 11: Turbulence y Burrita Burrona llegan a celebrar que Matías salió del closet. Televisa Univision. (2025).

## Teatro
- Con tacones a la ver... no (2021-2022).[19]

Con Burrita Burrona:
- Conejo blanco conejo rojo (2023).[20]

## Premios
- 1° lugar en la 2da. Gala drag queen Muxets 2012.[7]
- 1° lugar Reina de reinas Muxets 2013.[21]
- 3° lugar Toma mi dinerita, temporada 1. (2020)[22]

Con Burrita Burrona:
- Su proyecto El Pódcast del momento ganó el Pódcast del año en los Impulse LGBTIQ+ Awards 2023.[23]
- Su show Las Amponas ganó el Mejor stand up en los Premios Pepsi Center 2024.[24]